# نیژنی کویوم
نیژنی کویوم (به لاتین: Nizhny Kuyum) یک منطقهٔ مسکونی در روسیه است که در جمهوری آلتای واقع شده‌است.